# Loris Capirossi
Loris Capirossi (Castel San Pietro Terme, Bolonia, 4 de abril de 1973) es un expiloto de motociclismo italiano. Ha sido tres veces campeón del Campeonato del Mundo de Motociclismo, dos veces en 125 cc y una en 250 cc. En la categoría de 500cc/MotoGP, obtuvo un total de 9 victorias, 42 podios, 13 poles y 10 vueltas rápidas. Además, obtuvo el tercer puesto en 2001 y 2006.
Es el piloto más joven de la historia del motociclismo en adjudicarse un título mundial hasta el momento con solo 17 años y 5 meses.

## Biografía
Loris Capirossi tiene su primera moto a los cuatro años pero no es hasta los 14 cuando participa por primera vez en una carrera. Lo hace, no obstante, a lomos de una Honda NS125 y queda sexto en el campeonato italiano de Sport Production. Al año siguiente, queda noveno en el campeonato italiano de 125cc y en 1988 da el salto al Europeo quedando noveno en su primer año y cuarto en el segundo. 
En 1990 Capirossi da el salto al Mundial de 125 cc con el equipo del excampeón mundial Fausto Gresini. Entra por primera vez en el podio en Misano; gana su primera carrera en Donington; y conquista el campeonato del mundo en Phillip Island. El italiano se convertía en el más joven campeón de la historia del motociclismo hasta el momento al adjudicarse el título mundial con sólo 17 años y 5 meses.
Al año siguiente, en 1991, vuelve a revalidar su título mundial pero esta vez con una clara diferencia sobre sus oponentes, al haber incrementado notablemente sus estadísticas con respecto al año anterior.
En 1992 decide dar el salto a 250 cc quedando en 12.ª posición en su primera temporada en esta categoría. Al año siguiente consigue acabar el campeonato como subcampeón del mundo de 250 cc. Y en 1994 queda 3.º en el campeonato y decide dar el salto a la categoría de 500 cc.
En 1995 da el salto a 500 cc. En su primera temporada en la máxima categoría consigue el primer podio y queda en 6.º posición en el campeonato. Al año siguiente consigue su primera victoria en la categoría y dos podios más, no obstante queda 10.º en la clasificación y decide bajar a 250 cc
En 1997 compite en 250 cc, dejando un mal resultado en la clasificación y creando las expectativas de si este piloto ya estaba acabado. Pero al año siguiente, logró ganar el título, en la última curva del GP de Argentina, embistiendo a la moto de Tetsuya Harada y dejándole fuera de carrera, lo que permitió la victoria de Valentino Rossi.
Loris logró acabar segundo y ganó el campeonato por 1 punto sobre Harada. Su acción le valió ser expulsado del equipo Aprilia, pese a haber conseguido el título.
En 1999 y ya en el equipo Honda, fue descalificado en Mugello por embestir y tirar a Marcellino Lucchi (Aprilia) en la misma salida. Sin embargo consiguió quedar tercero en la clasificación final del campeonato.

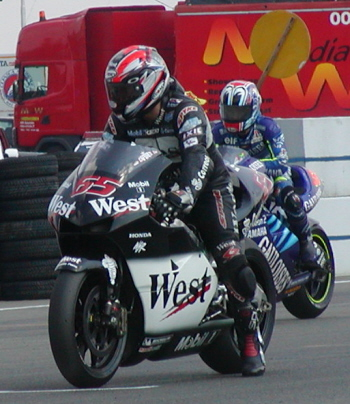
Con la Honda NRS500 en 2002

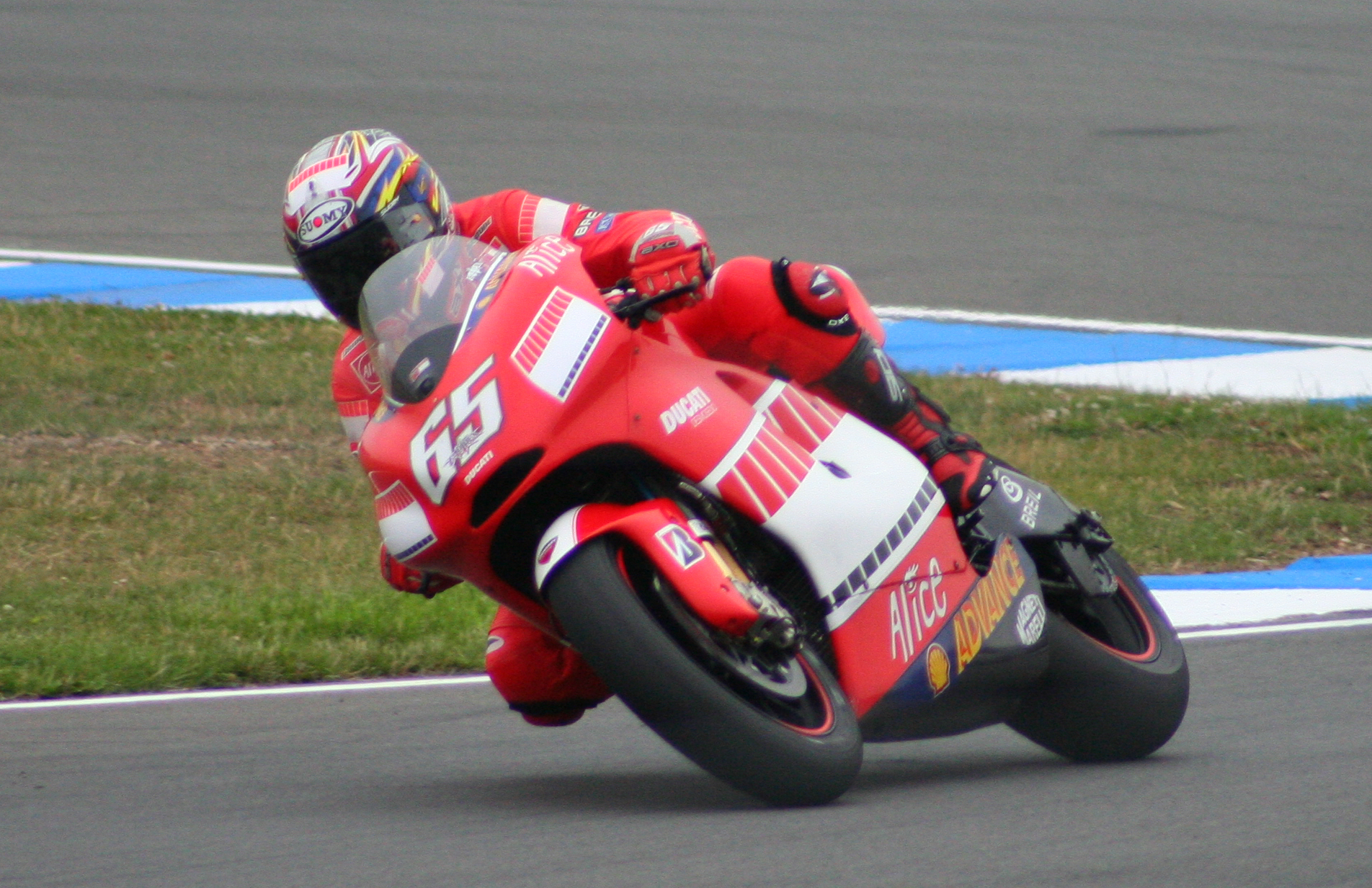
Capirossi pilotando para Ducati en 2005

Finalmente, en el año 2000 da de nuevo el salto a 500 cc, que en 2002 pasaría a ser MotoGP, y allí permanece cosechando victorias hasta 2007. En 2003, ficha por la Ducati italiana y le da su primera victoria en el mundial.
En la temporada 2007 hace una gran campaña donde finaliza 7.º del campeonato, pero realizando grandes carreras, como en Australia donde quedó 2.º y en el GP de Japón donde ganó la carrera.
Milita en sus filas hasta 2007 (inclusive), año en el que anuncia su fichaje por Suzuki.

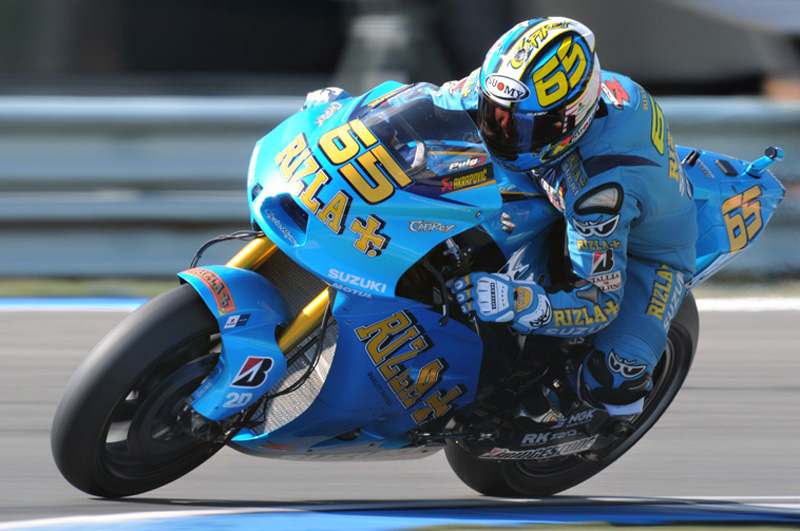
Capirossi en el GP de Holanda de 2010

Durante su primer año en Suzuki consigue un valioso podio en el Gran Premio de la República Checa. Esta misma campaña finaliza 10.º del campeonato de MotoGP en 2008.
Durante el año 2009 consigue ascender un puesto más en la clasificación con respecto al año pasado. Finalizó 9.º del campeonato sin ningún podio en la temporada pero con buenos resultados.
Para 2010, Capirossi cambiará su compañero en el equipo Suzuki. Su nuevo compañero es Álvaro Bautista, que sustituye a Chris Vermeulen. En el GP de Catar consigue disputar su carrera número 300 de su carrera deportiva, hecho que nadie había conseguido hasta ese momento.

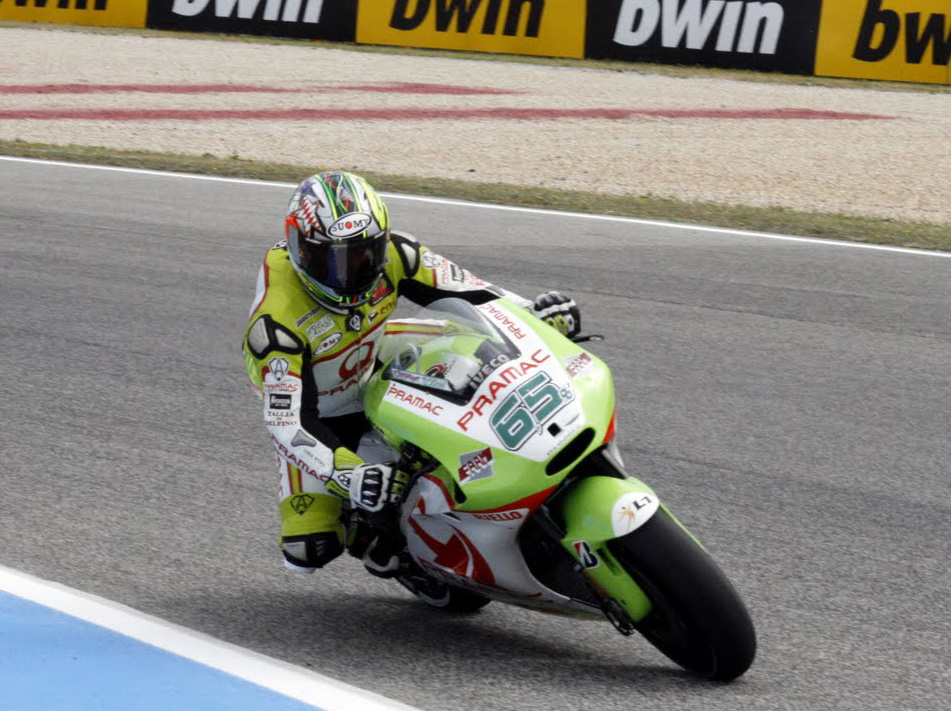
En el GP de Portugal 2011 con Pramac

En 2011 Capirossi corre en el equipo Pramac Racing Ducati. En el Gran Premio de San Marino anunció su retirada de las motos. En el Gran Premio de la Comunidad Valenciana lleva el 58 para honrar así a su compatriota fallecido en el Gran Premio de Malasia, Marco Simoncelli, tras lo cual confirma su retirada, después de 22 años dedicado al motociclismo.

## Resultados en el Campeonato del Mundo de Motociclismo
Sistema de puntuación desde 1988 hasta 1991:
| Posición | 1.º | 2.º | 3.º | 4.º | 5.º | 6.º | 7.º | 8.º | 9.º | 10.º | 11.º | 12.º | 13.º | 14.º | 15.º |
| Puntos   | 20  | 17  | 15  | 13  | 11  | 10  | 9   | 8   | 7   | 6    | 5    | 4    | 3    | 2    | 1    |

Sistema de puntuación en 1992:
| Posición | 1.º | 2.º | 3.º | 4.º | 5.º | 6.º | 7.º | 8.º | 9.º | 10.º |
| Puntos   | 20  | 15  | 12  | 10  | 8   | 6   | 4   | 3   | 2   | 1    |

Sistema de puntuación de 1993 hasta 2022:
| Posición | 1.º | 2.º | 3.º | 4.º | 5.º | 6.º | 7.º | 8.º | 9.º | 10.º | 11.º | 12.º | 13.º | 14.º | 15.º |
| Puntos   | 25  | 20  | 16  | 13  | 11  | 10  | 9   | 8   | 7   | 6    | 5    | 4    | 3    | 2    | 1    |

### Por temporada
| Temp. | Categ. | Moto          | Equipo                 | Dorsal | Carreras | Vic. | Podios | Poles | V.Ráp. | Ptos. | Pos. | CM |
| ----- | ------ | ------------- | ---------------------- | ------ | -------- | ---- | ------ | ----- | ------ | ----- | ---- | -- |
| 1990  | 125cc  | Honda RS125   | Polini-Honda           | 65     | 14       | 3    | 8      | 0     | 0      | 182   | 1.º  | 1  |
| 1991  | 125cc  | Honda RS125   | Polini-Honda           | 1      | 13       | 5    | 12     | 5     | 4      | 200   | 1.º  | 1  |
| 1992  | 250cc  | Honda RS250   | Marlboro-Honda         | 6      | 13       | 0    | 0      | 0     | 0      | 27    | 12.º | –  |
| 1993  | 250cc  | Honda NSR250  | Marlboro-Honda         | 65     | 14       | 3    | 7      | 7     | 5      | 193   | 2.º  | –  |
| 1994  | 250cc  | Honda NSR250  | Marlboro-Honda         | 2      | 14       | 4    | 9      | 5     | 5      | 199   | 3.º  | –  |
| 1995  | 500cc  | Honda NSR500  | Team Pileri            | 65     | 12       | 0    | 1      | 0     | 0      | 108   | 6.º  | –  |
| 1996  | 500cc  | Yamaha YZR500 | Rainey-Yamaha          | 65     | 15       | 1    | 2      | 0     | 0      | 98    | 10.º | –  |
| 1997  | 250cc  | Aprilia RS250 | Aprilia Racing Team    | 65     | 14       | 0    | 3      | 1     | 2      | 116   | 6.º  | –  |
| 1998  | 250cc  | Aprilia RS250 | Aprilia Racing Team    | 65     | 14       | 2    | 9      | 8     | 3      | 224   | 1.º  | 1  |
| 1999  | 250cc  | Honda NSR250  | Elf-Axo Gresini Racing | 1      | 15       | 3    | 9      | 2     | 3      | 209   | 3.º  | –  |
| 2000  | 500cc  | Honda NSR500  | Emerson Honda Pons     | 65     | 16       | 1    | 4      | 1     | 1      | 154   | 7.º  | –  |
| 2001  | 500cc  | Honda NSR500  | West Honda Pons        | 65     | 16       | 0    | 9      | 4     | 1      | 210   | 3.º  | –  |
| 2002  | MotoGP | Honda NSR500  | West Honda Pons        | 65     | 14       | 0    | 2      | 0     | 0      | 109   | 8.º  | –  |
| 2003  | MotoGP | Ducati GP3    | Marlboro Ducati Team   | 65     | 16       | 1    | 6      | 3     | 1      | 177   | 4.º  | –  |
| 2004  | MotoGP | Ducati GP4    | Marlboro Ducati Team   | 65     | 16       | 0    | 1      | 0     | 1      | 117   | 9.º  | –  |
| 2005  | MotoGP | Ducati GP5    | Marlboro Ducati Team   | 65     | 15       | 2    | 4      | 3     | 1      | 157   | 6.º  | –  |
| 2006  | MotoGP | Ducati GP6    | Marlboro Ducati Team   | 65     | 17       | 3    | 8      | 2     | 5      | 229   | 3.º  | –  |
| 2007  | MotoGP | Ducati GP7    | Marlboro Ducati Team   | 65     | 18       | 1    | 4      | 0     | 0      | 166   | 7.º  | –  |
| 2008  | MotoGP | Suzuki GSV-R  | Rizla Suzuki MotoGP    | 65     | 16       | 0    | 1      | 0     | 0      | 118   | 10.º | –  |
| 2009  | MotoGP | Suzuki GSV-R  | Rizla Suzuki MotoGP    | 65     | 17       | 0    | 0      | 0     | 0      | 110   | 9.º  | –  |
| 2010  | MotoGP | Suzuki GSV-R  | Rizla Suzuki MotoGP    | 65     | 16       | 0    | 0      | 0     | 0      | 44    | 16.º | –  |
| 2011  | MotoGP | Ducati GP11   | Pramac Racing Team     | 65     | 13       | 0    | 0      | 0     | 0      | 43    | 17.º | –  |
| Total | Total  | Total         | Total                  | Total  | 328      | 29   | 99     | 41    | 32     | 3190  |      | 3  |

### Por categoría
| Clase  | Temporadas           | Primer GP            | Primer Podio            | Primera Victoria        | Carreras | Victorias | Podios | Poles | VR | Ptos. | CM |
| ------ | -------------------- | -------------------- | ----------------------- | ----------------------- | -------- | --------- | ------ | ----- | -- | ----- | -- |
| 125cc  | 1990-1991            | GP de Japón 1990     | GP de las Naciones 1990 | GP de Gran Bretaña 1990 | 27       | 8         | 20     | 5     | 4  | 382   | 2  |
| 250cc  | 1992-1994, 1997-1999 | GP de Japón 1992     | GP de Austria 1993      | GP de Assen 1993        | 84       | 12        | 37     | 23    | 18 | 968   | 1  |
| 500cc  | 1995-1996, 2000-2001 | GP de Australia 1995 | GP de Cataluña 1995     | GP de Australia 1996    | 59       | 2         | 16     | 5     | 2  | 570   | 0  |
| MotoGP | 2002-2011            | GP de Japón 2002     | GP de Sudáfrica 2002    | GP de Cataluña 2003     | 158      | 7         | 26     | 8     | 8  | 1270  | 0  |
| Total  | 1990-2011            | 1990-2011            | 1990-2011               | 1990-2011               | 328      | 29        | 99     | 41    | 32 | 3190  | 3  |

### Carreras por año
(Carreras en negrita indica pole position, carreras en cursiva indica vuelta rápida)
| Año  | Clase  | Moto    | 1       | 2       | 3       | 4       | 5       | 6       | 7       | 8       | 9       | 10      | 11      | 12      | 13      | 14      | 15      | 16      | 17     | 18      | Pts. | Pos. |
| ---- | ------ | ------- | ------- | ------- | ------- | ------- | ------- | ------- | ------- | ------- | ------- | ------- | ------- | ------- | ------- | ------- | ------- | ------- | ------ | ------- | ---- | ---- |
| 1990 | 125cc  | Honda   | JAP 6   |         | ESP 7   | NAC 3   | ALE 3   | AUT 2   | YUG 2   | NED Ret | BEL 2   | FRA 4   | GBR 1   | SUE 7   | CHE Ret | HUN 1   | AUS 1   |         |        |         | 182  | 1.º  |
| 1991 | 125cc  | Honda   | JAP 3   | AUS 1   |         | ESP 3   | ITA 2   | ALE 2   | AUT 6   | EUR 1   | NED 2   | FRA 1   | GBR 1   | RSM 2   | CHE 2   |         | MAL 1   |         |        |         | 200  | 1.º  |
| 1992 | 250cc  | Honda   | JAP 9   | AUS Ret | MAL 9   | ESP 11  | ITA 9   | EUR Ret | ALE 9   | NED 8   | HUN Ret | FRA Ret | GBR 7   | BRA 7   | RSA 5   |         |         |         |        |         | 27   | 12.º |
| 1993 | 250cc  | Honda   | AUS Ret | MAL 12  | JAP 10  | ESP 10  | AUT 2   | ALE 2   | NED 1   | EUR Ret | RSM 1   | GBR 2   | CZE 5   | ITA 2   | USA 1   | FIM 5   |         |         |        |         | 193  | 2.º  |
| 1994 | 250cc  | Honda   | AUS 3   | MAL 3   | JAP 2   | ESP Ret | AUT 1   | ALE 1   | NED Ret | ITA 3   | FRA 1   | GBR 1   | CZE Ret | USA Ret | ARG 5   | EUR 2   |         |         |        |         | 199  | 3.º  |
| 1995 | 500cc  | Honda   | AUS 8   | MAL Ret | JAP Ret | ESP 6   | ALE 6   | ITA 9   | NED 4   | FRA DNS | GBR 4   | CZE 4   | RIO 9   | ARG 5   | EUR 3   |         |         |         |        |         | 108  | 6.º  |
| 1996 | 500cc  | Yamaha  | MAL Ret | IDN 3   | JAP Ret | ESP 4   | ITA Ret | FRA Ret | NED Ret | ALE 12  | GBR 6   | AUT 8   | CZE 5   | IMO Ret | CAT 9   | RIO 12  | AUS 1   |         |        |         | 98   | 10.º |
| 1997 | 250cc  | Aprilia | MAL Ret | JAP 11  | ESP Ret | ITA 3   | AUT 4   | FRA 4   | NED 3   | IMO Ret | ALE 5   | RIO 4   | GBR 3   | CZE Ret | CAT 5   | IDN 14  | AUS DNS |         |        |         | 116  | 6.º  |
| 1998 | 250cc  | Aprilia | JAP 9   | MAL 5   | ESP 1   | ITA 4   | FRA 3   | MAD 3   | NED Ret | GBR 1   | ALE 4   | CZE 2   | IMO 2   | CAT 3   | AUS 2   | ARG 2   |         |         |        |         | 224  | 1.º  |
| 1999 | 250cc  | Honda   | MAL 1   | JAP 3   | ESP 3   | FRA Ret | ITA DSQ | CAT     | NED 1   | GBR 2   | ALE 2   | CZE 7   | IMO 1   | VAL 3   | AUS 6   | RSA 5   | RIO 3   | ARG Ret |        |         | 209  | 3.º  |
| 2000 | 500cc  | Honda   | RSA 3   | MAL Ret | JAP 12  | ESP 6   | FRA 8   | ITA 1   | CAT 6   | NED 3   | GBR 4   | ALE 6   | CZE 5   | POR 13  | VAL Ret | RIO Ret | PAC 8   | AUS 2   |        |         | 154  | 7.º  |
| 2001 | 500cc  | Honda   | JAP 8   | RSA 2   | ESP 8   | FRA 7   | ITA 2   | CAT 3   | NED 3   | GBR 10  | ALE 8   | CZE 3   | POR 2   | VAL Ret | PAC 3   | AUS 3   | MAL 2   | RIO 5   |        |         | 210  | 3.º  |
| 2002 | MotoGP | Honda   | JAP 9   | RSA 3   | ESP 4   | FRA 7   | ITA 6   | CAT 6   | NED Ret | GBR     | ALE     | CZE 6   | POR Ret | RIO 5   | PAC 3   | MAL 9   | AUS Ret | VAL Ret |        |         | 109  | 8.º  |
| 2003 | MotoGP | Ducati  | JAP 3   | RSA Ret | ESP Ret | FRA Ret | ITA 2   | CAT 1   | NED 6   | GBR 4   | ALE 4   | CZE Ret | POR 3   | RIO 6   | PAC 8   | MAL 6   | AUS 2   | VAL 3   |        |         | 177  | 4.º  |
| 2004 | MotoGP | Ducati  | RSA 6   | ESP 12  | FRA 10  | ITA 8   | CAT 10  | NED 8   | RIO 4   | ALE Ret | GBR 7   | CZE 5   | POR 7   | JAP Ret | QAT Ret | MAL 6   | AUS 3   | VAL 9   |        |         | 117  | 9.º  |
| 2005 | MotoGP | Ducati  | ESP 13  | POR 9   | CHN 12  | FRA 7   | ITA 3   | CAT 12  | NED 10  | USA 10  | GBR 6   | ALE 9   | CZE 2   | JPN 1   | MAL 1   | QAT 10  | AUS     | TUR     | VAL 7  |         | 157  | 6.º  |
| 2006 | MotoGP | Ducati  | ESP 1   | QAT 3   | TUR 6   | CHN 8   | FRA 2   | ITA 2   | CAT Ret | NED 15  | GBR 9   | ALE 5   | USA 8   | CZE 1   | MAL 2   | AUS 7   | JAP 1   | POR 12  | VAL 2  |         | 229  | 3.º  |
| 2007 | MotoGP | Ducati  | QAT Ret | ESP 12  | TUR 3   | CHN 6   | FRA 8   | ITA 7   | CAT 6   | GBR Ret | NED Ret | ALE 2   | USA Ret | CZE 6   | RSM 5   | POR 9   | JAP 1   | AUS 2   | MAL 11 | VAL 5   | 166  | 7.º  |
| 2008 | MotoGP | Suzuki  | QAT 8   | ESP 5   | POR 9   | CHN 9   | FRA 7   | ITA 7   | CAT Ret | GBR     | NED     | ALE 7   | USA 15  | CZE 3   | RSM 7   | IND 16  | JAP 6   | AUS 10  | MAL 7  | VAL 9   | 118  | 10.º |
| 2009 | MotoGP | Suzuki  | QAT Ret | JAP 7   | ESP 6   | FRA 8   | ITA 5   | CAT 5   | NED 9   | USA Ret | ALE 11  | GBR 11  | CZE 5   | IND 7   | RSM 5   | POR Ret | AUS 12  | MAL 9   | VAL 14 |         | 110  | 9.º  |
| 2010 | MotoGP | Suzuki  | QAT 9   | ESP Ret | FRA Ret | ITA 10  | GBR Ret | NED 13  | CAT 7   | ALE 11  | USA 10  | CZE Ret | IND 11  | RSM Ret | ARA     | JAP Ret | MAL Ret | AUS DNS | POR 13 | VAL Ret | 44   | 16.º |
| 2011 | MotoGP | Ducati  | QAT Ret | ESP 11  | POR 12  | FRA Ret | CAT 9   | GBR 10  | NED DNS | ITA     | ALE     | USA 12  | CZE 13  | IND Ret | RSM Ret | ARA Ret | JAP     | AUS 9   | MAL C  | VAL 9   | 43   | 17.º |